# Christian Frisenstam
Carl Christian Frisenstam, född den 17 maj 1960 i Göteborg, är en svensk arkitekt. 

## Biografi
Frisenstam avlade examen vid Göteborgs Högre Samskola 1979 och utexaminerades från Chalmers tekniska högskola 1985. Han arbetade därefter som projekterande arkitekt, bland annat inom Wingårdh arkitektkontor och som delägare i White arkitekter. Under åren 2003-2010 drev han tillsammans med arkitekterna Christer Nordstrand och Peter Rung egen verksamhet, under namnet Nordstrand Frisenstam Rung arkitektkontor AB. Han har också verkat som stadsarkitekt i Täby och Lidköpings kommuner. 
Frisenstam fick under 1990- och 2000-talet ett flertal uppdrag inom det offentliga byggandet, där han kom att specialisera sig på byggnader och anläggningar för högre utbildning och vård. Han har vunnit flera arkitekttävlingar, bland andra Universitetsbibliotek i Karlstad och Academicum vid Göteborgs universitet. Under 2006-2007 anlitades han av Kungliga tekniska högskolan som huvudarkitekt för University of Engineering Science and Technology Sialkot i Pakistan. Från år 2000 till 2017 var han som arkitekturråd knuten till Akademiska Hus AB, där han arbetade med campus- och lokalplanering, programmering och arkitekturfrågor inom koncernen.  Sedan 2018 verkar han som chefsarkitekt vid Fortifikationsverket.

## Verk i urval
- Högskolan på Gotland, 1991

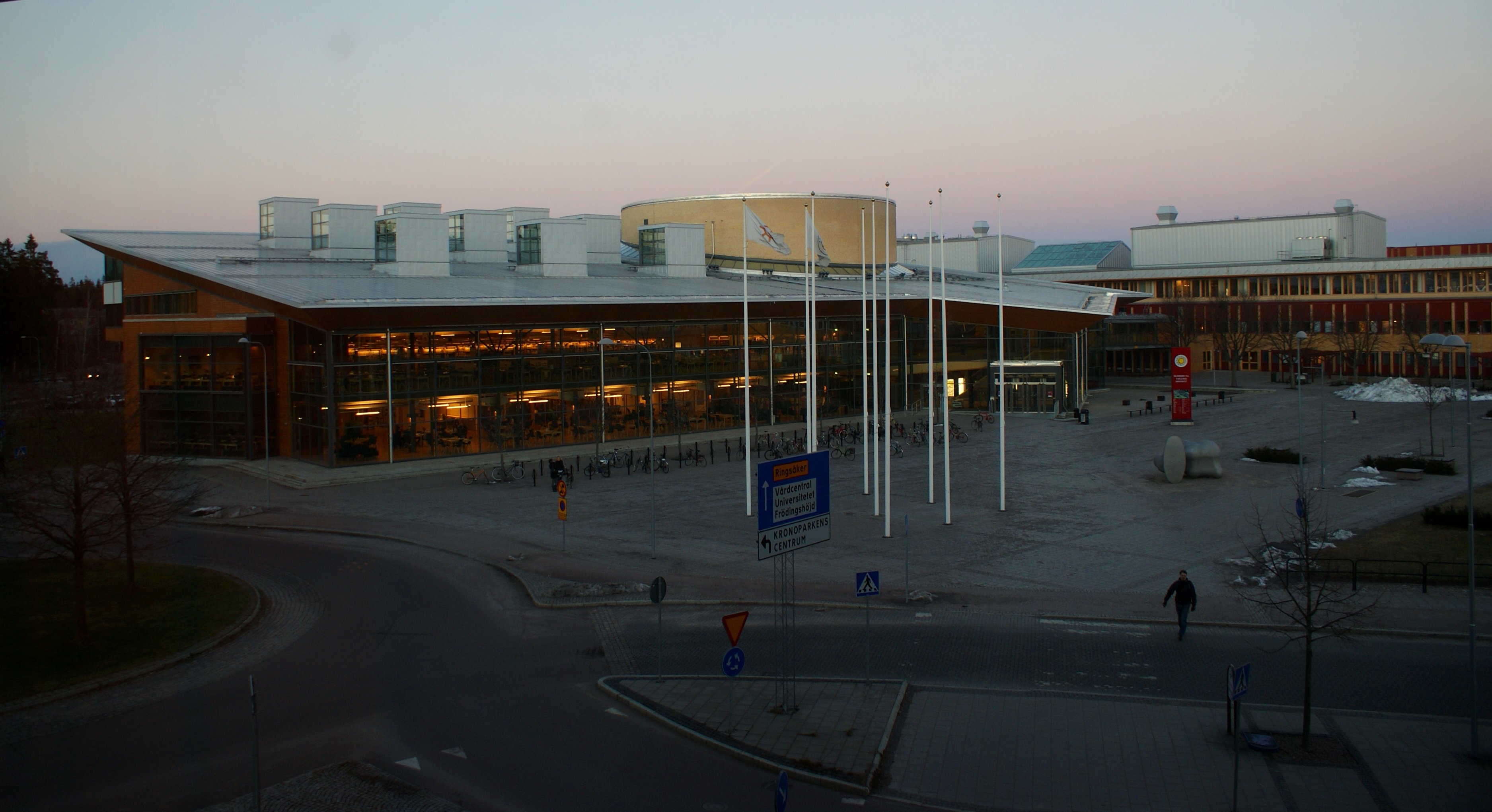
Universitetsbibliotek, Karlstads universitet

- Vårdhögskola, Högskolan i Borås, 1995
- Studentbostäder, Kv Gråstenen i Halmstad, 1996
- Stensjöberg Mölndal, grupphus, 1999
- Kårhus, Högskolan i Borlänge, 2001
- Universitetsbibliotek, Karlstads universitet, 2002
- Academicum, Göteborgs universitet, 2002
- Generalplan för Medicinareberget, Göteborg, 2004
- Generalplan för Chalmers tekniska högskola, Göteborg, 2005
- Hörsalsbyggnad,Sahlgrenska universitetssjukhuset, 2006
- Hus Vänern, Karlstads universitet, 2008
- Designcentrum, Campus Åkroken Sundsvall, 2009
- A Working Lab, Johanneberg Science Park, 2018
- Fritidshus, Brantevik Skåne, 2022

## Utmärkelser
- Karlstads kommuns byggnadspris för Universitetsbibliotek vid Karlstads universitet, 2002.
- Karlstads kommuns byggnadspris för Hus Vänern vid Karlstads universitet, 2008.
- Stora Samhällsbyggarpriset för Hus Vänern, 2009.
- Årets Miljöbyggnad Sweden Green Building Awards 2017, för Universitetsbibliotek vid Karlstads universitet.